# Poros (mythologie)
Pour les articles homonymes, voir Poros (homonymie).
Dans la mythologie grecque, Poros ou Porus est l'une des divinités allégoriques inventées par Platon. Il personnifie l'expédient.

## Anthroponymie

### Attestations
Platon le mentionne dans Le Banquet (passages 203 b et c) et le présente comme le fils de Métis (la sagesse) et le père d'Éros, conçu avec Pénia, personnification de la pauvreté. Fils de Métis, Poros est donc aussi le demi-frère d'Athéna.

### Étymologie
Πόρος, Póros, dérive de πόρος, póros, lequel possède plusieurs sens :
1. sens propre : passage, voie de communication (par eau ou par terre) : lit d'un fleuve (cours d'eau), lit de la mer (mer), détroit, pont, voie (chemin), conduit (passage).
2. sens figuré (utilisé par Platon) : voie ou moyen pour arriver à un but, expédient, ressource.

## Poros, père d'Éros
Platon fait de Métis la mère de Poros.

« Quand Aphrodite naquit, les dieux célébrèrent un festin, tous les dieux, y compris Poros, fils de Métis. Le dîner fini, Pénia, voulant profiter de la bonne chère, se présenta pour mendier et se tint près de la porte. Or Poros, enivré de nectar, car il n'y avait pas encore de vin, sortit dans le jardin de Zeus, et, alourdi par l'ivresse, il s'endormit. Alors Pénia, poussée par l'indigence, eut l'idée de mettre à profit l'occasion, pour avoir un enfant de Poros : elle se coucha près de lui, et conçut l'Amour. Aussi l'Amour devint-il le compagnon et le serviteur d'Aphrodite, parce qu'il fut engendré au jour de naissance de la déesse, et parce qu'il est naturellement amoureux du beau, et qu'Aphrodite est belle. »

« Étant fils de Poros et de Pénia, l'Amour en a reçu certains caractères en partage. D'abord il est toujours pauvre, et, loin d'être délicat et beau comme on se l'imagine généralement, il est dur, sec, sans souliers, sans domicile ; sans avoir jamais d'autre lit que la terre, sans couverture, il dort en plein air, près des portes et dans les rues ; il tient de sa mère, et l'indigence est son éternelle compagne. D'un autre côté, suivant le naturel de son père, il est toujours à la piste de ce qui est beau et bon ; il est brave, résolu, ardent, excellent chasseur, artisan de ruses toujours nouvelles, amateur de science, plein de ressources, passant sa vie à philosopher, habile sorcier, magicien et sophiste. Il n'est par nature ni immortel ni mortel ; mais dans la même journée, tantôt il est florissant et plein de vie, tant qu'il est dans l'abondance, tantôt il meurt, puis renaît, grâce au naturel qu'il tient de son père. Ce qu'il acquiert lui échappe sans cesse, de sorte qu'il n'est jamais ni dans l'indigence ni dans l'opulence, et qu'il tient de même le milieu entre la science et l'ignorance, et voici pourquoi. Aucun des dieux ne philosophe ni ne désire devenir savant, car il l'est ; et, en général, si l'on est savant, on ne philosophe pas ; les ignorants non plus ne philosophent pas et ne désirent pas devenir savants ; car l'ignorance a précisément ceci de fâcheux que, n'ayant ni beauté, ni bonté, ni science, on s'en croit suffisamment pourvu. Or, quand on ne croit pas manquer d'une chose, on ne la désire pas. »

— Extrait du Banquet de Platon. Traduction Émile Chambry, 1922.
La traduction de Gallimard (La Pléiade) ne donne pas le texte grec et se contente des traductions des noms propres, ce qui donne  « Expédient » pour Poros, « Invention » pour Métis et « Pauvreté » pour Pénia).  Les notes 169 et 170 expliquent le choix du traducteur .
En grec, un jeu de mots préside, dans la prose de Platon (Banquet, 203 b), à la conception d'Éros. Dominique Sels observe que ce jeu de mots s'exerce entre aporian et Porou. La phrase grecque décrit une Pénia sans ressources (dia tên autês aporian  « en manque d'expédient, dans l'impasse ») qui jette son dévolu sur Poros (ek tou Porou « Expédient, Passage » ). Si l'on veut préserver le jeu de mots, cela donne : « en manque d'expédient, elle se jette sur Expédient » ou « dans l'impasse, elle se jette sur Passage ».

## Le mythe raconté par Aubigné
Théodore Agrippa d'Aubigné, dans les Stances du Printemps (XVII, 60-111) a raconté l'histoire de Poros et Pénia en s'inspirant de la traduction de Marsile Ficin par Guy Lefèvre de La Boderie (Discours de l’honneste amour sur la banquet de Platon, Paris, Jean Macé, 1578.)
Sur ce point arriva la pauvrette Penie,
Qui durant le banquet prés de l’huis mandioit
Des miettes du Ciel, et pour neant avoit
Pour un chiche secours tant mandié sa vie.
Elle voit sur les fleurs le beau Pore endormy,
Elle change sa faim en desir de sa race,
Elle approche, se couche et le serre et l’embrasse
Tant qu’il l’eut pour amie et elle pour ami.
De là naquit l’Amour, et la nature humaine
Du conseil des grands Dieux conceut l’autre Androgeine    (vv. 71-80)